# ویجایا لاکشمی پاندیت
ویجایا لاکشمی پاندیت (انگلیسی: Vijaya Lakshmi Pandit; ۱۸ اوت ۱۹۰۰ – ۱ دسامبر ۱۹۹۰) یک دیپلمات و سیاست‌مدار اهل هند بود. وی خواهر جواهر لعل نهرو بود.

## زندگی‌نامه

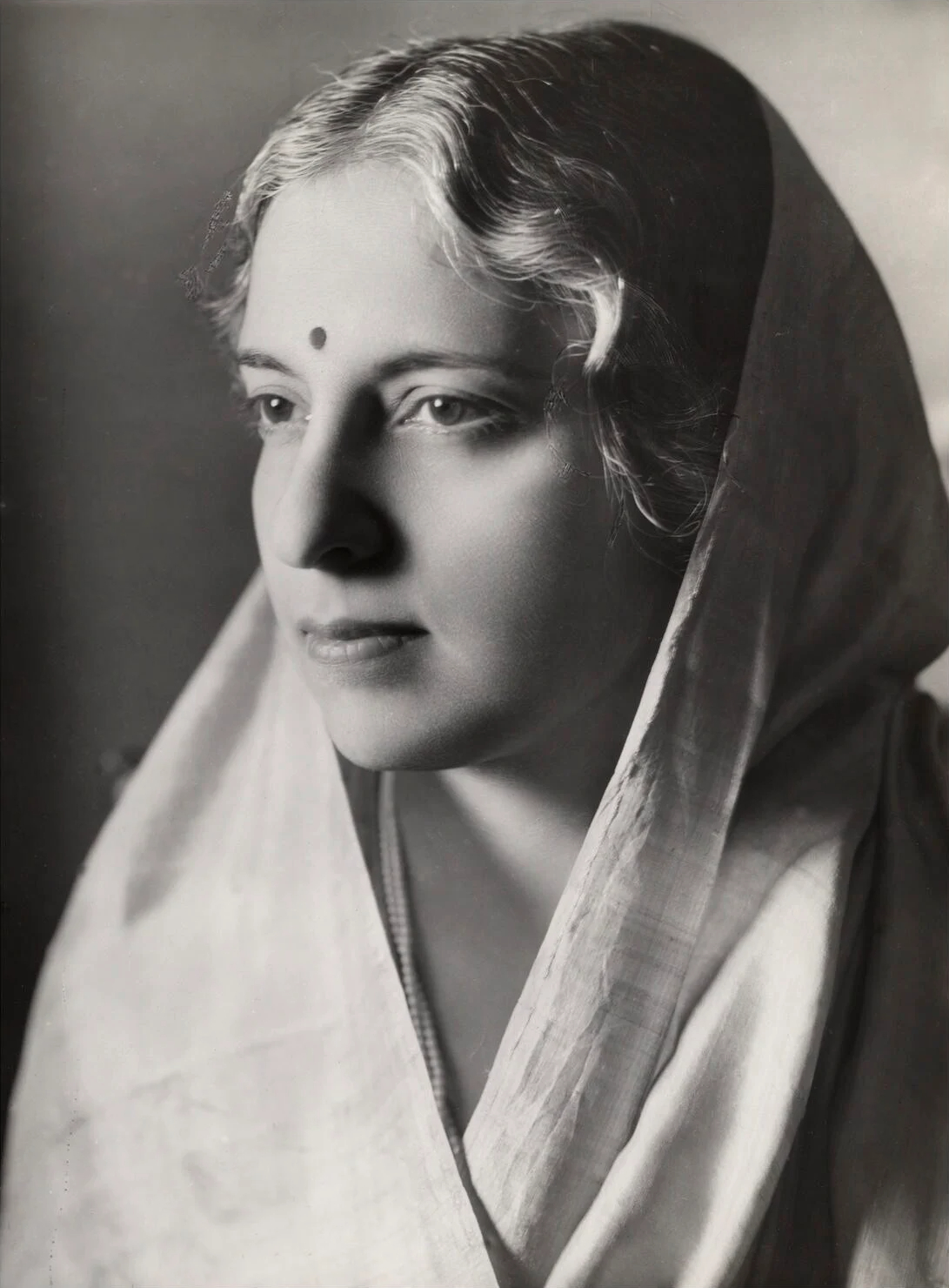
ویجایا لاکشمی پاندیت در ۱۹۳۸

ویجایا لاکشمی پاندیت دختر موتیلال نهرو و خواهر اولین نخست‌وزیر هند، جواهر لعل نهرو بود. او از جمله اولین زن رئیس مجمع عمومی سازمان ملل و یک دوره نماینده هند برای حقوق بشر در کمیسیون حقوق بشر سازمان ملل متحد بود.
ویجایا لاکشمی پاندیت با رنجیت سیتارام پاندیت که یک وکیل از کتیواد بود ازدواج کرد. پاندیت یک محقق کلاسیک بود و برای حمایت از استقلال هند دستگیر و در سال ۱۹۴۴ در زندان لاکنو درگذشت. ویجایا لاکشمی پاندیت سه فرزند دختر به نام‌های چندرالکها مهتا، نینتارا سگال و ریتا دار داشت. نینتارا سگال یک خبرنگار و نویسنده اهل هند است.
ویجایا لاکشمی پاندیت، در مبارزات آزادی هند فعال بوده‌است و به همین علت در زندان بود و در سال ۱۹۴۶ عضوی از اولین تیم نمایندگی هندوستان بود که همراه با M.C.Chagala به سازمان ملل متحد رفت.
بعد از این که هند به استقلال دست یافت، ویجایا لاکشمی پاندیت به عنوان عضو مجلس مؤسسان هند، فرماندار چندین ایالت هند و به عنوان سفیر هند در اتحاد جماهیر شوروی، ایالات متحده، مکزیک، دادگاه سنت جیمز، ایرلند و سازمان ملل خدمت کرد.